# Frank Stack
Frank Stack, född 1 januari 1906 i Winnipeg, död 5 januari 1987, var en kanadensisk skridskoåkare.
Stack blev olympisk bronsmedaljör på 10 000 meter vid vinterspelen 1932 i Lake Placid.